# Lucka
Lucka – miasto w Niemczech, w kraju związkowym Turyngia, w powiecie Altenburger Land.
Lucka jest podzielona na dwie dzielnice: Breitenhain i Prößdorf.

## Historia

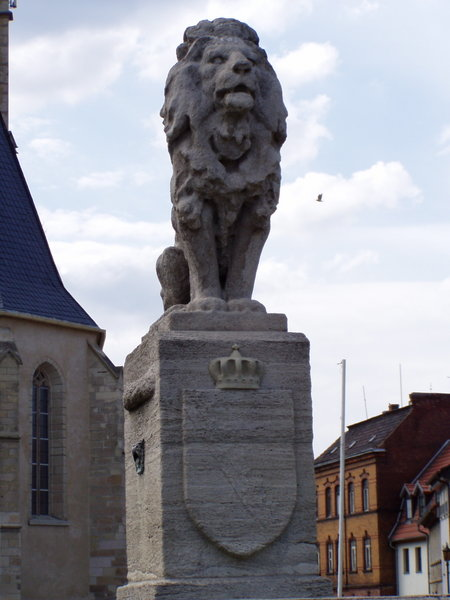
"Fontanna Wettynów" (Wettinerbrunnen) wzniesiona w 1907 dla upamiętnienia bitwy z 1307

Pierwsze osady w okolicach Lucki pochodzą z wczesnej epoki kamienia (5000-2500 p.n.e.). Pierwsze pisemne relacje o miejscowości pochodzą z 1320 jako opidum Luckowe. Okolice były polem bitwy pod Lucka stoczonej w 1307 pomiędzy Habsburgami i Wettynami.

## Współpraca
Miejscowości partnerskie:
- Unterschleißheim, Bawaria
- Weselberg, Nadrenia-Palatynat

## Osoby urodzone w Lucka
- Otto Engert – polityk komunistyczny (w dzielnicy Prößdorf)
- Erika Zuchold – gimnastyczka sportowa, medalistka olimpijska z 1968 i 1972

## Bibliografia

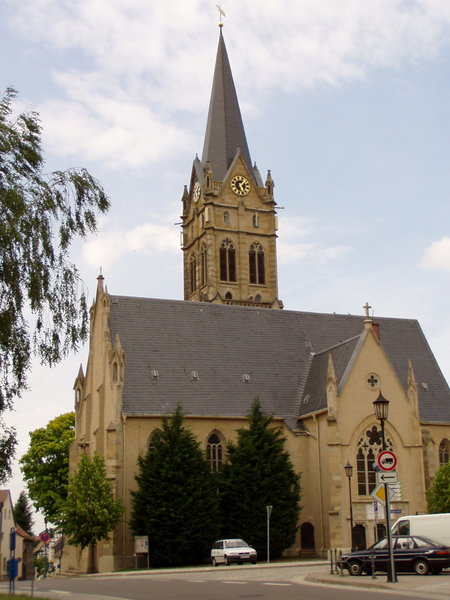
Kościół w Lucka